# Antonio Látimer
Antonio Látimer Rivera (Río Piedras, 26 novembre 1978) è un ex cestista portoricano.

## Carriera
Con Porto Rico ha disputato due edizioni dei Campionati mondiali (2002, 2006) e due dei Campionati americani (2003, 2005).